# Малая Лучка
Малая Лучка — станица в Дубовском районе Ростовской области.
Административный центр Малолученского сельского поселения.

## Название
Первоначально станица располагалась у изгиба Дона — малой луки, отсюда название Малая Лучка. Перенесена на новое место при заполнении Цимлянского водохранилища

## История
Впервые упоминается в 1797 году как хутор Малолуцкий в юрте станицы Нижне-Курмоярской. В 1812 году проживало 216 человек. В 1859 году в хуторе Малолучном имелись 60 дворов, проживало 148 душ мужского и 167 женского пола. К 1873 году в хуторе проживало 209 душ мужского и 207 женского пола. Согласно переписи 1897 году в хуторе Малолучном проживали 324 мужчины и 331 женщина.
К 1915 году в хуторе проживало 409 душ мужского и 479 женского пола, имелись 153 двора, приходское училище.
Станица — с 1926 года. Согласно переписи населения 1926 года в станице Мало-Лученской проживало 646 человек, из них великороссов 621 человек. На момент переписи станица относилась к Мало-Лученскому сельсовету Цымлянского района Сальского округа Северо-Кавказского края.

## География
До заполнения Цимлянского водохранилища станица на границы поймы Дона и Ергенинской возвышенности, между станицами Нагавской и Баклановской. В начале 1950-х станица была перенесена на новое место, чуть выше по склону. В настоящее время станица расположена на левом берегу Цимлянского водохранилища, на высоте около 60 метров над уровнем моря. Рельеф местности холмисто-равнинный, берег водохранилища обрывистый, изрезан балками и оврагами. Почвы тёмно-каштановые солонцеватые и солончаковые.
По автомобильным дорогам расстояние до областного центра города Ростова-на-Дону составляет 290 км, до районного центра села Дубовское — 53 км, до ближайшего города Волгодонска — 50 км.

## Население
| \| 1812[12] \| 1859[13] \| 1873[14] \| 1897[15] \| 1915[16] \| 1926[17] \| 1989[18] \| \| -------- \| -------- \| -------- \| -------- \| -------- \| -------- \| -------- \| \| 216 \| ↗315 \| ↗416 \| ↗655 \| ↗888 \| ↘646 \| ↘391 \| \| 2002[18] \| 2010[1] \| \| \| \| \| \| \| ↗505 \| ↘475 \| \| \| \| \| \| 100 200 300 400 500 600 700 800 900 1897 2010 |      |      |      |      |      |      |
| 1812 | 1859 | 1873 | 1897 | 1915 | 1926 | 1989 |
| 216 | ↗315 | ↗416 | ↗655 | ↗888 | ↘646 | ↘391 |
| 2002 | 2010 |      |      |      |      |      |
| ↗505 | ↘475 |      |      |      |      |      |

## Улицы
| - пер. Братский, - пер. Восточный, - пер. Детский, - пер. Донской, - пер. Лесной, - пер. Ясный, | - ул. Молодёжная, - ул. Приморская, - ул. Центральная, - ул. Школьная, - ул. Южная. |